# ميليشيا (الولايات المتحدة)

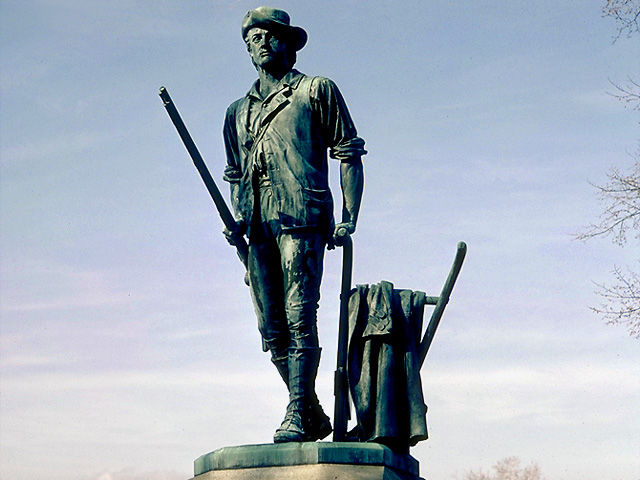
المواطن الجندي المثالي للولايات المتحدة في المليشيا، مرسوم لمعركة كونكورد 1775 وأما المعلم التذكاري فقد تم إنشاؤه بواسطة دانيل تشيستر فرانس وتم تنصيبه في عام 1875 في كونكورد، ماساشوستس.

ميليشيا الولايات المتحدة كما تم تعريفها بواسطة الكونغرس الأمريكي قد  تغيرت مع الوقت.
خلال حقبة المستعمرات الأمريكية جميع الرجال القادرين بحسب سن معينة هم أعضاء في الميليشيا. وكل قرية بشكل فردي شكلت ميليشيات مستقلة من أجل الدفاع عن نفسها. وقبل اعتماد دستور الولايات المتحدة بسنة سرد المؤسسون رؤيتهم في صفحات الفيديراليست للميليشيات.[بحاجة لمصدر][بحاجة لمصدر] حيث منح الدستور الجديد  الكونغرس حق «تنظيم وتسليح وضبط» قوة الميليشا الوطنية هذه  تاركة مهمة التحكم الأكبر في أيدي حكومة كل ولاية.[بحاجة لمصدر][بحاجة لمصدر]
أما في هذه الأيام وبحسب قانون الميليشيا لعام 1903 فإن مصطلح «الميليشيا» يستخدم بشكل أساسي لوصف مجموعتين داخل الولايات المتحدة:
- مليشيا منظمة – تتكون قوى مليشيا الدولة، مثل الحرس الوطني و مليشيا البحرية.[4] (ملاحظة: لايجب الخلط بين الحرس الوطني و الحرس الوطني  للولايات المتحدة).
- ميليشيا غير منظمة – مؤلفة من الميليشيا الاحتياطية: كل رجل قادر بسن مابين 17 و45 عاما وليس عضوا في الحرس الوطني أو المليشيا البحرية.[5]